# جاده ئی۵۷۵ اروپا
جاده ئی۵۷۵ اروپا (به انگلیسی: European route E575) یکی از جاده‌های درجه ۲ قاره اروپا است.
این جاده از شهر براتیسلاوا (اسلواکی) شروع شده و در شهر دیور (مجارستان) به پایان می‌رسد.